# Konsystencje i stany gruntów spoistych

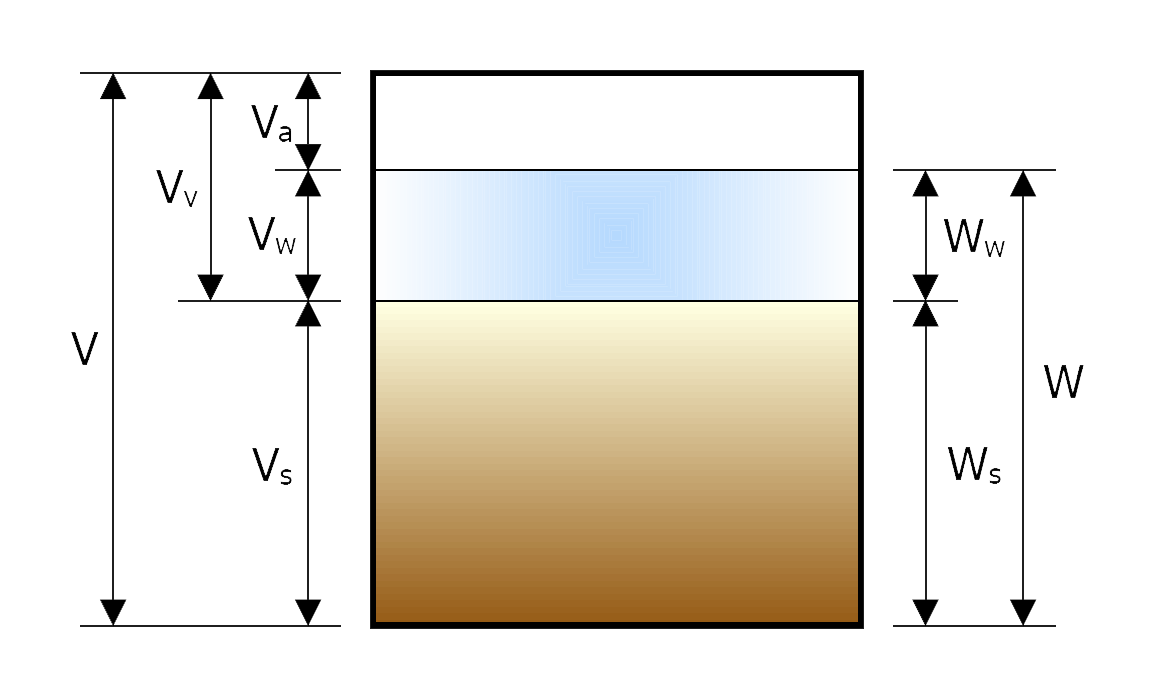
Grunt składa się z trzech faz stałej V_{s}, ciekłej V_{w} i gazowej V_{a}. V_{v} to objętość porów.

Konsystencje i stany gruntów spoistych stosowane w mechanice gruntów do klasyfikacji i określania mechanicznych właściwości gruntów spoistych. Zostały wprowadzone na początku XX wieku przez szwedzkiego chemika Alberta Atterberga i później dopracowane przez Arthura Casagrande'a. Konsystencje gruntów spoistych są zależne od ilości zawartej w nich wody oraz zawartości minerałów ilastych, które ze względu na swoją budowę decydują o zdolności gruntu do przyswajania i oddawania wody. 

## Definicje poszczególnych granic
Wilgotności graniczne między poszczególnymi stanami określane są jako tzw. granice konsystencji (granice Atterberga) to: 
- granica skurczalności (wS) między stanem zwartym i półzwartym
- granica plastyczności (wP) między stanem półzwartym i twardoplastyczym
- granica płynności (wL) między stanem miękkoplastycznym i płynnym

Granica skurczalności to wilgotność wyrażona w procentach, przy której grunt pomimo dalszego suszenia nie zmniejsza swej objętości i jednocześnie zmienia barwę na powierzchni na odcień jaśniejszy.
Granica plastyczności to wilgotność wyrażona w procentach, jaką ma grunt, gdy przy kolejnym wałeczkowaniu wałeczek pęka po osiągnięciu średnicy 3mm.
Granica płynności to wilgotność wyrażona w procentach, jaką ma masa gruntowa umieszczona w aparacie Casagrande'a, w momencie gdy wykonana w niej bruzda zlewa się przy 25 uderzeniu miseczki o podstawę, na długości 10 mm i wysokości 1 mm.

## Inne parametry obliczane na podstawie wyników badań granic konsystencji
- Wskaźnik plastyczności (Ip)

{\displaystyle I_{p}=w_{L}-w_{P}}
Określa ile wody wchłania grunt przy przejściu ze stanu półzwartego w płynny. Im większa wartość wskaźnika plastyczności,
tym bardziej plastyczny jest grunt.
- Stopień plastyczności (IL)

{\displaystyle I_{L}={\frac {w-w_{P}}{w_{L}-w_{P}}}}
gdzie w to wilgotność naturalna
- Wskaźnik konsystencji (Ic)

{\displaystyle I_{c}={\frac {w_{L}-w_{n}}{w_{L}-w_{P}}}=1-I_{L}}
gdzie wn to wilgotność naturalna
- Wskaźnik skurczalności (SI) określa zakres wilgotności stanu półzwartego

{\displaystyle SI=w_{P}-w_{S}}
- Przedział skurczalności (A) parametr stosowany do określenia aktualnej zdolności do skurczu

{\displaystyle A=w-w_{S}}

## Konsystencje i stany
Pierwotnie wyróżniono trzy konsystencje: zwartą (IL<0), plastyczną (0≤IL<1) i płynną (1≤IL). W praktyce natomiast podział stosowany w PN-B-02480:1986 wyróżnia stany gruntów: zwarty, półzwarty, twardoplastyczny, plastyczny, miękkoplastyczny i płynny:
| Stan gruntu spoistego według PN-B-02480:1986 | Symbol | Zakres wn, IL                   |
| -------------------------------------------- | ------ | ------------------------------- |
| zwarty                                       | zw     | wn ≤wS (IL < 0)                 |
| półzwarty                                    | pzw    | wS < wn ≤ wP (IL < 0)           |
| twardoplastyczny                             | tpl    | 0 < IL ≤0,25 (wP ≤ wn ≤ wL)     |
| plastyczny                                   | pl     | 0,25 < IL ≤ 0,50 (wP < wn ≤ wL) |
| miękkoplastyczny                             | mpl    | 0,50 < IL ≤ 1 (wP < wn ≤ wL)    |
| płynny                                       | pł     | 1 < IL (wL < wn)                |

Obecnie obowiązująca w Polsce norma PN-EN ISO 14688-2:2018 w odniesieniu do tak rozumianych stanów używa terminu konsystencja, jako kryterium stosuje wskaźnik konsystencji IC (przy czym do obliczenia wskaźnika konsystencji można stosować stopień plastyczności) oraz wprowadza drobne zmiany w nazwach oraz granicach.
| Konsystencja gruntu spoistego według PN-EN ISO 14688-2:2006 | Zakres IC       | Zakres IL       | (zakres wn) |
| ----------------------------------------------------------- | --------------- | --------------- | ----------- |
| zwarta                                                      | 1,00<IC         | IL<0,00         | (wn<wP)     |
| twardoplastyczna                                            | od 0,75 do 1,00 | od 0,00 do 0,25 | (wP≤wn<wL)  |
| plastyczna                                                  | od 0,50 do 0,75 | od 0,25 do 0,50 | (wP≤wn<wL)  |
| miękkoplastyczna                                            | od 0,25 do 0,50 | od 0,50 do 0,75 | (wP≤wn<wL)  |
| bardzo miękkoplastyczna                                     | IC<0,25         | 0,75<IL         | 0,75<IL     |